# Wilhelm von Neumann
Gottfried Friedrich Wilhelm Neumann, ab 1859 von Neumann (* 22. August 1823 auf Rittergut Gerbstedt; † 16. Dezember 1899 ebenda,) war Rittergutsbesitzer, königlich preußischer Legationsrat und Mitglied des Deutschen Reichstags.

## Leben
Neumann, dessen Familie aus dem Jerichower Land stammt, war der Sohn des Oberamtmanns Johann Friedrich Neumann, dem Besitzer des Ritterguts Gerbstedt. Als königlich-preußischer Legationsrat und Rittmeister a. D. wurde er am 16. Oktober 1844 auf Schloss Paretz mit Diplom vom 19. August 1859 auf Schloss Sanssouci in den preußischen Adelsstand erhoben. Seine Ehefrau war Sidonie Hoffmann. Erbe wurde die Tochter Mathilde (1887–1949), Ehefrau des Gutsbesitzers Hans-Joachim von der Schulenburg (1880–1924), auf Propstei Salzwedel.
Er war Mitglied des Preußischen Herrenhauses ab 1872. Von 1878 bis 1881 war er Mitglied des Deutschen Reichstags für den Wahlkreis Merseburg 5 (Mansfelder Kreis) und die Deutsche Reichspartei.